# Halle Janemar
Harald „Halle“ Janemar (* 4. Mai 1920 in Vendel; † 14. Februar 2016 in Uppsala) war ein schwedischer Radrennfahrer und Eisschnellläufer.
Von 1938 bis 1946 war Halle Janemar einer der besten Radrennfahrer Schwedens. Fünfmal wurde er schwedischer Meister im Einzel- sowie im Mannschaftszeitfahren. Zweimal wurde er zudem skandinavischer Meister im Mannschaftszeitfahren. 1942 und 1946 gewann er den Östgötaloppet und 1945 den Skandisloppet, die zu den ältesten Radrennen Schwedens gehören. Bei den UCI-Bahn-Weltmeisterschaften 1946 in Zürich wurde er Dritter in der Einerverfolgung der Amateure auf der Bahn.
In den folgenden Jahren konzentrierte sich Janemar auf Eisschnelllauf. Er startete über 500 Meter bei den Olympischen Winterspielen 1948 in St. Moritz und belegte Rang elf.
Nach dem Ende seiner sportlichen Karriere eröffnete Janemar ein Sportgeschäft in Uppsala.